# الألوان في الثقافة الصينية

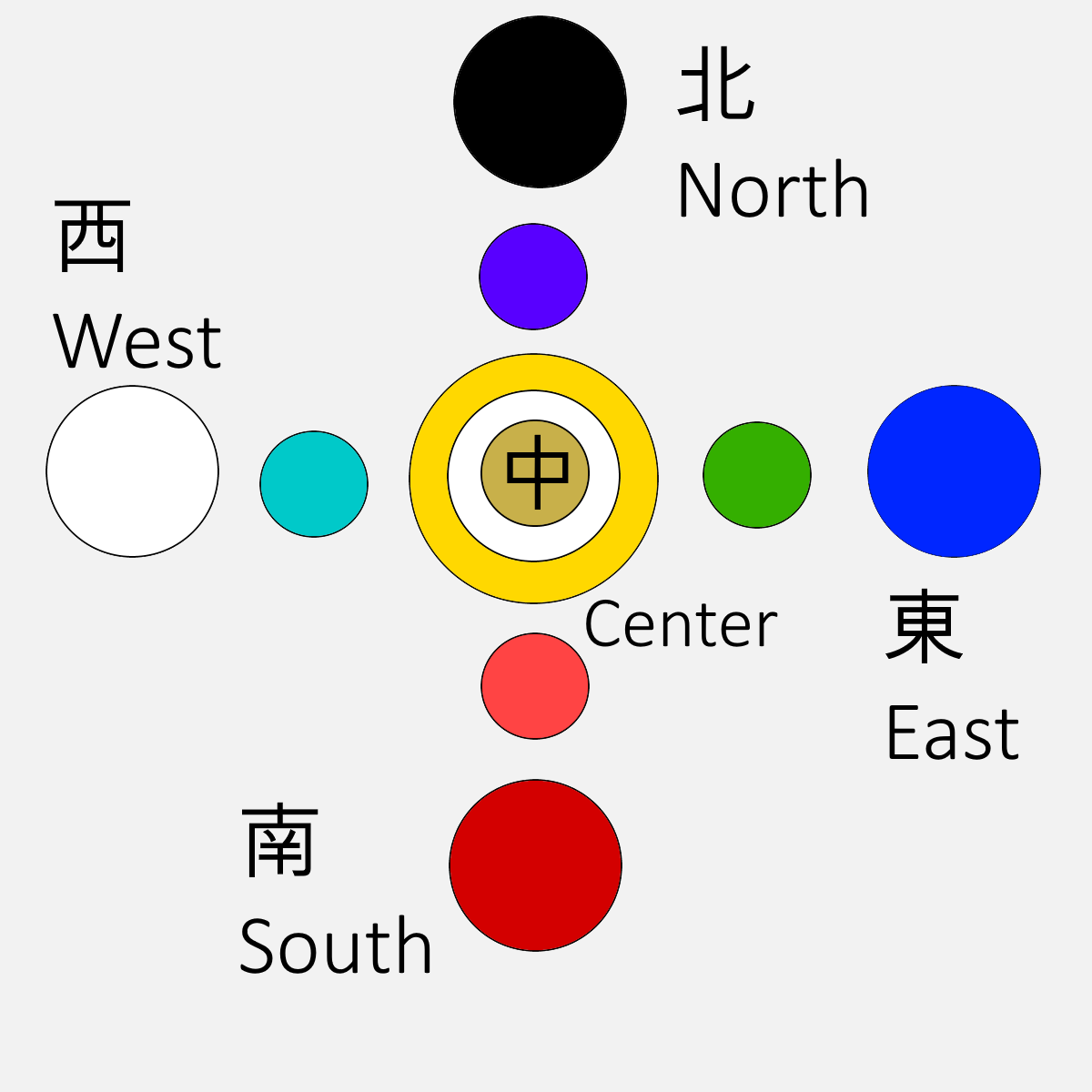

الألوان في الثقافة الصينية هي مجموعة من الألوان التي تعتبر مبشرة أو مشؤومة.

## نظرية العناصر الخمسة
يعتبر اللون الأسود والأحمر وتشينغ «خليط بين الأزرق والأخضر» والأبيض والأصفر ألواناً رئيسية في الفن والثقافة الصينية التقليدية، وتتوافق هذه الألوان مع العناصر الخمسة وهي الماء والنار والخشب والمعدن والأرض التي تدرّس في علم الفيزياء الصيني التقليدي. وقد استخدم أباطرة الصين خلال سلالات شانغ وتانغ وتشو وتشين نظرية العناصر الخمسة لتحديد الألوان.

## الأسود
يعتبر اللون الأسود لوناً محايداً مثل لون الماء ويقال في كتاب«التغيرات» أن اللون الأسود هو لون السماء. يرسخ القول بأن «السماء والأرض لونهما أسود» وذلك بملاحظة أن السماء الشمالية كانت سوداء لفترة طويلة وهم يؤمنون أن الإمبراطور المقدس موجود في النجمة الشمالية. يستخدم رمز«التايجي» اللون الابيض والأسود لتمثيل وحدة«اليين واليانغ». يعتبر الصينيون القدامى اللون الأسود[ ؟ ] ملك الألوان ويفخمونه أكثر من أي لون آخر، والان يُستخدم الأسود للملابس اليومية في العصر الحديث في الصين. أما الأبيض فهو يرتبط مع الموت والحداد وكان يُستخدم فيما سبق في الجنازات وأيضا يرتبط بعدة مجموعات تشجع تعلم اللغة الصينية، خاصةً مجموعة DRSS.

## الأحمر
يرتبط الأحمر المماثل للون النار[ ؟ ] بحسن الحظ والفرح. كما يستخدم الأحمر في كل مكان، وفي كل سنة صينية جديدة وغير ذلك من الإجازات واجتماعات الأسرة. «الظروف الحمراء» هي هدية تُعطى في المجتمع الصيني خلال العطل والمناسبات الخاصة. ويرمز اللون الأحمر في هذه الظروف الحمراء على الحظ السعيد.كما يُمنع اللون الأحمر في الجنائز لأنه يمثل السعادة. بما أن أسماء الموتى كانت تكتب في وقت مضى باللون الأحمر فإنه قد يكون من المزعج كتابة أسماء الأشخاص باللون الأحمر في غير الأختام الرسمية. ومايزال اللون الأحمر في الصين الحديثة هو اللون الشعبي لدى الناس، حيث تستخدمه الحكومة الشيوعية.

## الأخضر
يرتبط اللون الأخضر بشكل عام بالصحة والرفاهية والانسجام. لكن ترتبط القبعات الخضراء بالخيانة الجنسية وتستخدم كرمز للديوثية. وهذا مما سبب ارتباك لدى الأساقفة الكاثوليك الصينيين وذلك بسبب ارتدائهم شعارات النبالة الكنسية المحتوية على قبعة خضراء. وقد توصلوا إلى حل وهو استبدال اللون الأخضر للقبعة باللون البنفسجي.

## الأبيض
يمثل اللون الابيض الذهب وهو المماثل للون المعادن ويرمز إلى اللمعان والنقاء والوفاء. وهو أيضا يمثل لون الصباح.ويرتبط أيضا بالموت ويُلبس في الغالب في الجنائز. كان الصينيون القدامى يرتدون الملابس البيضاء والقبعات فقط عندما ينعون الموتى.

## الأصفر
يعتبر اللون الأصفر أجمل الألوان وأكثرها روعة. يُمزج أحيانا اللون الأصفر مع اللون الاحمر ليكون بدلا عن اللون الذهبي.كان اللون الأصفر هو لون الإمبراطور في الإمبراطرورية الصينية وهو يعتبرأيضا اللون الرمزي للأباطرة الخمسة الأسطوريين في الصين القديمة. زُين اللون الأصفرالكثير من القصور الملكية والمذابح والمعابد وكان يُستخدم في ملابس للأباطرة. أيضا يمثل اللون الأصفر الحرية من هموم الدنيا وبالتالي فهو محترم من قبل الديانة البوذية. كان لون ملابس الرهبان أصفر. يستخدم البوذيون الصينيون اللون الأصفر في مدة الحداد.كما أن اللون الأصفر يرمز للشجاعة بعكس الأمريكيون الذين يصفونه بلون الخوف.